# بیول (خواننده)
بیول (به انگلیسی: Byul) با نام اصلی کیم گو-ایون (به انگلیسی: Kim Go-eun) (زاده ۲۲ اکتبر ۱۹۸۳) خواننده، ترانه‌سرا اهل کره جنوبی است.